# E. M. 포스터
E. M. 포스터(E. M. Forster, OM, CH, 1879년 1월 1일 ~ 1970년 6월 7일)는 영국의 소설가이다. 1879년 건축가의 외아들로 런던에서 태어났다. 톤브리지 스쿨을 거쳐 케임브리지 대학교 킹스 칼리지를 졸업한 그는 휴 메러디스(Hugh Owen Meredith)를 비롯한 평생의 친구들을 만났고 그들의 권유로 소설을 쓰기 시작했다.
1903년 케임브리지의 친구들이 주축이 되어 만든 월간지 『인디펜던트 리뷰』에 에세이 「마콜니아 상점들」을 발표하면서 작가로 데뷔하였으며 다음 해, 같은 잡지에 단편소설 「목신을 만난 이야기」를 게재하여 본격적으로 소설가의 길을 걷기 시작했다. 1907년 첫 장편소설 『천사들도 발 딛기 두려워하는 곳』을 발표한 이후, 『기나긴 여행』(1907), 『전망 좋은 방』(1909), 『하워즈 엔드』(1910)를 연이어 내놓아 평단과 대중 모두로부터 큰 호평을 받았다.
이후 포스터는 로저 프라이, 버지니아 울프 등과 함께 블룸즈버리 그룹(Bloomsbury Group)의 일원으로 활약하며 20세기 초 영국 문단을 대표하는 작가로 확고히 자리매김하였다. 1927년 대표작 『인도로 가는 길』을 발표하여 역시 커다란 성공을 거두었지만 이 작품을 마지막으로 포스터는 소설가로서보다는 지식인으로 더 많은 활동을 하게 되었다. 1971년에 출간된 『모리스』는 1914년에 완성되었으나 작가 사후에 출간된 작품이다. 1949년 기사 작위를 제의받았으나 거절하였고, 1970년 런던 킹스 칼리지에서 91세로 사망했다.

## 저작 목록
- 『천사들도 발 딛기 두려워하는 곳 Where Angels Fear to Tread』(1907)

열린책들(2006)｜고정아 옮김｜ISBN 978-89329063-2-4
- 『기나긴 여행 The Longest Journey』(1907)

열린책들(2006)｜고정아 옮김｜ISBN 978-89329062-6-3
- 『전망 좋은 방 A Room with a View』(1909)

열린책들(2006)｜고정아 옮김｜ISBN 978-89329062-7-0
- 『하워즈 엔드 Howards End』(1910)

열린책들(2006)｜고정아 옮김｜ISBN 978-89329062-8-7
- 『인도로 가는 길 A Passage to India』(1927)

열린책들(2006)｜민승남 옮김｜ISBN 978-89329062-9-4
- 『콜로노스의 숲 Collected Short Stories』

열린책들(2006)｜이종인 옮김｜ISBN 978-89329063-1-7
- 『모리스 Maurice』(1971)

열린책들(2005)｜고정아 옮김｜ISBN 978-89329063-0-0

## 서훈
- 1953년 컴패니언 오브 아너(Order of the Companions of Honour, CH)[1]
- 1969년 오더 오브 메리트(Order of Merit, OM)[2]

## 참고 문헌